# Великий Кавказький прохід
Великий Кавказький прохід — уживана в історико-географічній літературі назва прибережної смуги вздовж Каспійського моря, від сучасного Дербента в Дагестані до міста Сумгаїт на території Азербайджану. Розташована між горами Великого Кавказу й Каспійським морем, ширина у різних місцях коливається від 25 до 80 км.

## Опис
Є рівнинним проходом з Північного Кавказу до Південного, що фактично проходить повз східні схили Великого Кавказу.
Великий Кавказький прохід є одним з двох стародавніх шляхів перетину Кавказу — поряд із гірським Дар'яльським проходом (останній проходить через ущелину, якою у XIX столітті було прокладено знамениту Воєнно-Грузинську дорогу).
Великим Кавказьким проходом користувались майже всі завойовники, починаючи з часів походів скіфів до завоювання Південного Кавказу Росією. Вздовж всього шляху для захисту Ірану були збудовані 5 фортечних стін і десяток замків, що перекривали шлях завойовникам. Найвідомішими з них стали Дербентська фортеця й фортеця Чирах-кала.